# Våra mest älskade sånger
Våra mest älskade sånger är ett album från 2005 av det svenska sångarparet Mia Marianne och Per Filip, med deras mest sjungna sånger genom år av konserter och skivutgivningar.

## Låtar
1. Där rosor aldrig dör
2. Barnatro
3. Blott en dag
4. Pärleporten med den berömda inledningen Som en härlig gudomskälla
5. Mitt hjärtas sång
6. Glory, hallelujah
7. Var jag går i skogar, berg och dalar
8. Jag har en dröm
9. Tänk att få vakna
10. Allt vad du vill
11. Bred dina vida vingar
12. Bortom gyllne sol
13. Vida jag vandrat
14. Jag hörde änglasång
15. Byt bomber mot bröd
16. Var dag för sig
17. Tänk när en gång
18. Jag har hört om en stad
19. Vandra mot en sommar
20. Han är min sång och min glädje
21. Bliv kvar hos mig
22. Tysta Skyar
23. Härlig är jorden